# Ghiacciaio Kutlovitsa
Il ghiacciaio Kutlovitsa (in inglese Kutlovitsa Glacier) è un ghiacciaio lungo 9,4 km e largo 4,2, situato sulla costa di Oscar II, nella parte orientale della Terra di Graham, in Antartide. In particolare, il ghiacciaio si trova nel tratto meridionale delle montagne di Aristotele, a nord del ghiacciaio Flask, e da qui fluisce verso sud-est, scorrendo sul versante sud-orientale del duomo Madrid e su quello settentrionale del monte Fedallah, fino ad unire il proprio flusso a quello del ghiacciaio Belogradchik.

## Storia
Il ghiacciaio Kutlovitsa è stato così battezzato dalla Commissione bulgara per i toponimi antartici in onore del villaggio di Kutlovitsa, nella Bulgaria nord-orientale.  